# SunCity
A SunCity a Holnap Tali! popmusicalje, melynek zenéjét A Dal című műsorba írt slágereivel évek óta sikert arató Johnny K. Palmer szerezte. Szövegét Szente Vajk írta. Bemutatóját 2017. november 17-én  Budapesten, a Magyar Színházban rendezték .

## Ismertető
A sorozatból ismert diákok (Soma, Rozi, Lilla, Csabi, Miki és Lara) a tanévzáró után nyári kalandra indulnak a SunCity Fesztiválra. Egy tévedés miatt ugyanabban a balatoni villában kötnek ki, ahol Lilla ikertestvére és baráti köre is bulizni szeretne, akik arra készülnek, hogy dalukkal induljanak a fesztivál himnuszára kiírt pályázaton. A két csapat hamar összerúgja a port, a viszály furcsa helyzeteket teremt, új szerelmek szövődnek, rivális dalos párok állnak össze, akik szintén megméretnék magukat a pályázaton. Vicces szituációk, lélegzetelállító zenés-táncos produkciók fűszerezik a fordulatos, romantikus történetet.
A SunCity – a Holnap tali!-musical egyedi abban, hogy az előadásba bevonják a nézőket a HolnapTali! applikációval, melyben szavazhatnak a történet végkimenetelére.

## Szereplők
| Karakter          | Színész                     |
| ----------------- | --------------------------- |
| Rozi              | Kovács Gyopár               |
| Vera              | Jenes Kitti                 |
| Frida             | Tóth Angelika               |
| Lilla             | Bánovits Vivianne           |
| Lara              | Kiss Anna Laura             |
| Nóri              | Kornis Anna Beke Lilla      |
| Edina             | Balázs Zsófia               |
| Soma              | Derék Bence                 |
| Csabi             | Dobai Attila                |
| Zalán             | Juhász Levente              |
| Martin            | Pásztor Ádám                |
| Miki              | Kirády Marcell              |
| Döme              | Pavletits Béla              |
| Soma apukája      | Csonka András Fillár István |
| Soma anyukája     | Kovács Zsuzsa               |
| Csabi anyukája    | Soltész Bözse               |
| Rendőr            | Szatmári Attila             |
| Fesztiváligazgató | Szűcs Sándor                |

## Stábtagok
- Zene: Johnny K. Palmer
- Szövegkönyv: Búzás Mihály, Paso Doble, Kirády Attila
- Dalszövegek: Szente Vajk
- Díszlet: Túri Erzsébet
- Jelmez: Kovács Yvette Alida
- Zenei vezető: Erős Csaba
- Korrepetitor: Magony Enikő
- Korreográfus: Túri Lajos Péter
- Súgó: Tóth Lovász Mónika
- Ügyelő: Sipos Csaba
- Rendezőasszisztens: Hűbér Tünde
- Rendező: Szente Vajk
- Producer: Kirády Attila

## További információ
- Hivatalos weboldal
- Holnap Tali! a Facebookon